# Сенатски провинции
Сенатските провинции (на латински: provinciae publicae) са римски провинции, на които Сенатът назначава управителите, които са проконсули.
Сенатът ги назначава за една година.
За разлика Императорските провинции са провинции, които управлява римския император чрез легати.
По времето на смъртта на Август през 14 г. съществуват следните сенатски или народни провинции (provinciae publicae):
- Achaea Ахая (15–44 с Мизия и Македония заедно като императорска провинция)
- Africa Африка
- Asia Азия
- Creta et Cyrene, Крета и Кирена
- Cyprus, Кипър
- Gallia Narbonensis, Нарбонска Галия
- Hispania Baetica, Испанска Бетика
- Macedonia, Македония (15–44 с Ахая и Мизия заедно като императорска провинция)
- Bithynia et Pontus, Витиния и Понт
- Sicilia, Сицилия
- Sardinia et Corsica, Сардиния и Корсика (66/67 provinciae publicae при Нерон)
- Lycia et Pamphylia, Ликия и Памфилия (от 165 г. provincia populi Romani).